# 理查德和帕特约翰逊棕榈滩县历史博物馆

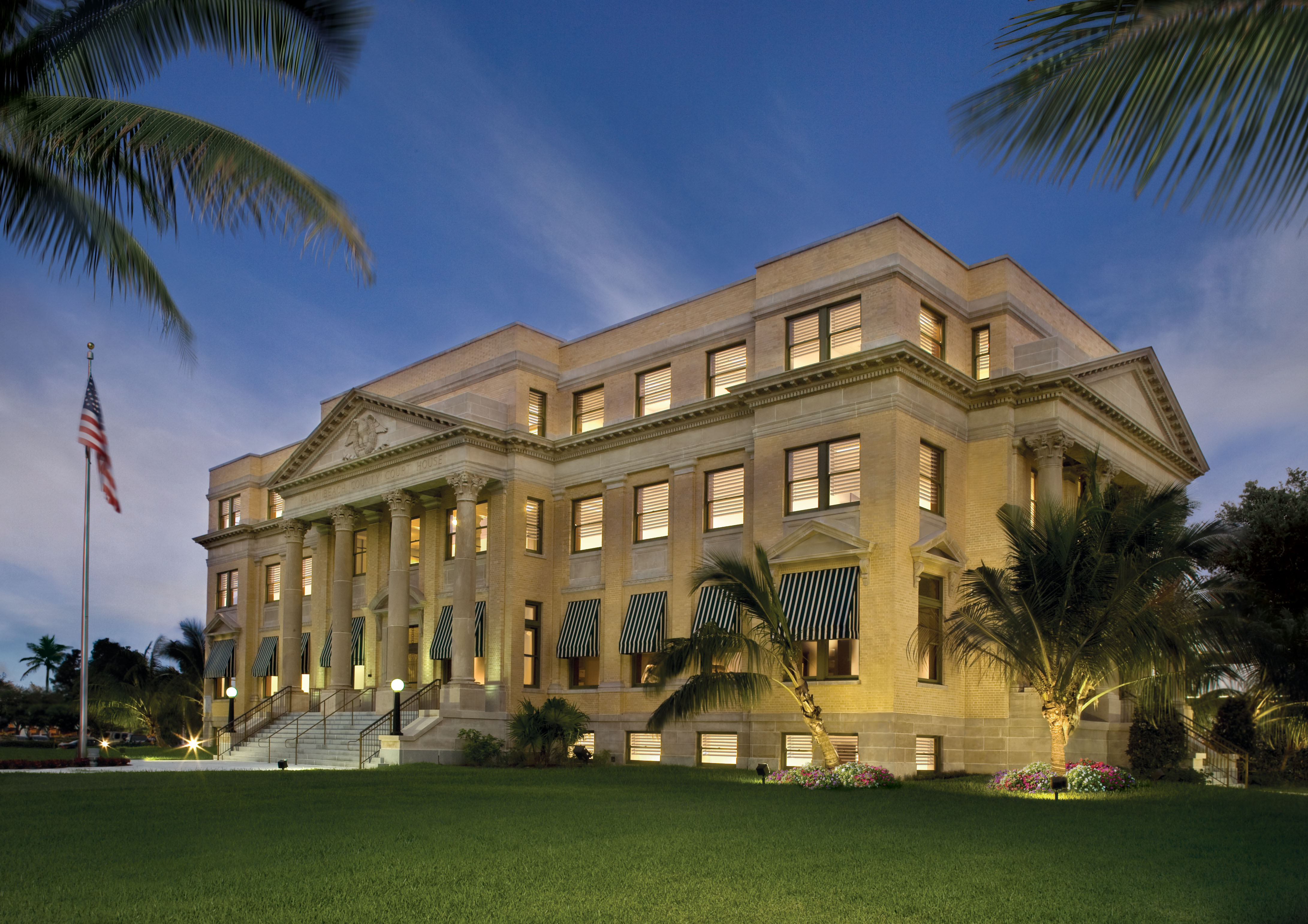

理查德和帕特约翰逊棕榈滩县历史博物馆（Richard and Pat Johnson Palm Beach County History Museum）是一座历史博物馆，位于美国佛罗里达州西棕榈滩。博物馆的展品和收藏品涵盖当地历史，达到数百万件。 博物馆设于1916年的旧法院大楼的三楼，由棕榈滩县历史学会运营。

## 历史
历史悠久的“旧县法院”（old county courthouse）目前是理查德和帕特约翰逊棕榈滩县历史博物馆的所在地，建于1916 年，于1917年竣工。在1916年之前，棕榈滩县法院设于西棕榈滩的一所旧校舍内。
二战爆发后，原来的建筑周围建起了房屋，到1972年，老建筑已完全被包围起来。 2002年，街对面的新建筑建成，旧建筑已年久失修。这时，社区推动保存棕榈滩县的历史，县议会投票决定花费近 2000 万美元来进行修复。2004年，修复工作开始，拆除包围旧楼的添加建筑。 博物馆每天上午 10:00 至下午 4:00 开放。